# Rádio Bandeirantes
Radio Bandeirantes es una red de emisoras de radio del Brasil, perteneciente al Grupo Bandeirantes de Comunicação, con sede en São Paulo.
Radio Bandeirantes fue inaugurada el 6 de mayo de 1937 y desde entonces ha estado presente en la cobertura de los más importantes acontecimientos del Brasil y del mundo, siendo una de las emisoras de más credibilidad y audiencia en el país, sobre todo por sus informativos. Además posee amplia cobertura hasta las zonas más apartadas del Brasil, como la Amazonía y más allá de las fronteras, a través de sus poderosos equipos de Onda Corta, satélite y por Internet.
Su red nacional abarca 13 estados, más el Distrito Federal e incluye 4 emisoras propias y 57 emisoras asociadas.
- Datos: Q7385855
- Multimedia: Rádio Bandeirantes / Q7385855